# 이승현 (2001년)
이승현(2001년 12월 31일 ~ )은 대한민국의 남성 록 음악 가수이고 록 밴드 더 이스트라이트 前 구성원이다.

## 주요 이력
그는 어린 시절 일본(도쿄)에 유학을 한 전력이 있으며 귀국 후 2016년 록 밴드 더 이스트라이트의 구성원으로 데뷔하였다.
형 이석철도 록 밴드 더 이스트라이트의 구성원이었다.

## 학력
- 방배중학교
- 서초고등학교
- 경희대학교 포스트모던음악학과 21학번